# ふりむくな鶴吉
『ふりむくな鶴吉』（ふりむくなつるきち）は1974年10月11日から1975年10月3日までNHK総合テレビジョンで放送されたテレビ時代劇ドラマ。全46回（現存15回…下記参照）。
当時、本格的に俳優へ転進しキャリアを積んでいた沖雅也が、NHKの主役に抜擢され、大成するきっかけとなった作品である。

## あらすじ
時は文政年間。江戸・神田三島町の若き岡ッ引き・鶴吉は、元同心・榊原又十郎や下ッ引き・寅吉の助けを借り、江戸に起こる事件を解決してゆく。

## キャスト
- 鶴吉 - 沖雅也
- 榊原又十郎 - 伊吹吾郎
- 寅吉 - 西田敏行
- なら八 - ハナ肇（第1回〜第16回、第18回〜第31回、第34回、第35回、第38回、第40回、第42回〜第44回）
- やよい - 竹下景子（第1回、第3回、第4回、第7回〜第9回、第12回〜第14回、第16回、第17回、第19回、第20回、第22回、第24回、第26回、第29回〜第35回、第37回〜第46回）
- おふく - 中尾ミエ（第1回、第3回〜第5回、第7回〜第9回、第12回〜第17回、第19回〜第21回、第23回、第24回、第26回、第29回〜第31回、第39回、第43回、第44回）
- 夢斉 - 宇野重吉（第3回〜第5回、第7回、第8回、第10回、第12回、第19回、第20回、第22回、第24回、第26回、第29回、第31回〜第34回、第36回〜第46回）
- 三宅伝蔵 - 中丸忠雄（第6回、第10回〜第13回、第15回〜第19回、第24回〜第26回、第34回、第35回、第37回、第38回、第41回〜第45回）
- ちか - 新藤恵美（第2回、第5回）
- おきく - 瞳順子（第8回、第9回、第13回〜第15回、第17回、第18回、第23回、第24回、第35回、第38回、第41回、第43回）
- 団十郎 - 沢竜二（第16回、第18回、第19回、第21回、第22回、第41回、第45回）
- 辰平 - 奥村公延（第18回、第21回、第25回）
- 知念坊 - 丹古母鬼馬二（第22回、第25回、第36回、第38話、第39回）

## スタッフ
- 脚本 - 杉山義法、砂田量爾、須藤出穂、山田正弘、土橋成男、田中陽造、中村努、立町陽太、中沢昭二、長尾広生、国弘威雄、津上忠
- 演出 - 岸田利彦、樋口昌弘、松尾武、北村充史、重光亨彦、原嶋邦明、和田智充、福原恒男、平山武之
- 音楽 - 樋口康雄
- 制作 - 沼野芳脩
- 美術 - 青柳敏郎
- 考証 - 稲垣史生
- 殺陣 - 林邦史朗、岡本隆
- 語り - 中西龍アナウンサー

## 放映リスト
| 回     | 放送日          | サブタイトル       | 脚本                       | 演出     | ゲスト                                                                                 |
| ------ | --------------- | ------------------ | -------------------------- | -------- | -------------------------------------------------------------------------------------- |
| 第1回  | 1974年 10月11日 | 帰郷               | 杉山義法 砂田量爾 須藤出穂 | 岸田利彦 | 青柳美枝子、美川陽一郎、高桐真                                                         |
| 第2回  | 10月18日        | 暗闇坂             | 杉山義法                   | 樋口昌弘 | 青柳美枝子、美川陽一郎、小山田宗徳、佐々木孝丸                                         |
| 第3回  | 10月25日        | 長い夜             | 須藤出穂                   | 松尾武   | 緒形拳、寺田農                                                                         |
| 第4回  | 11月1日         | 深川余情           | 山田正弘                   | 岸田利彦 | 三浦布美子、目黒祐樹、木内みどり                                                       |
| 第5回  | 11月8日         | 面影               | 土橋成男                   | 北村充史 | 淡島千景、中島久之                                                                     |
| 第6回  | 11月15日        | 左内坂心中         | 須藤出穂                   | 樋口昌弘 | 石橋蓮司、織田あきら、広瀬昌助、横山リエ                                               |
| 第7回  | 11月22日        | 飛翔               | 杉山義法                   | 松尾武   | 川地民夫、森川公也                                                                     |
| 第8回  | 11月29日        | 十手こぼれ萩       | 山田正弘                   | 北村充史 | 渡辺文雄、森塚敏                                                                       |
| 第9回  | 12月13日        | はぐれ凧           | 田中陽造                   | 松尾武   | 小坂一也、泉晶子、田中春男                                                             |
| 第10回 | 12月20日        | 無明の辻           | 須藤出穂                   | 樋口昌弘 | 柳沢真一、戸浦六宏、三好美智子                                                         |
| 第11回 | 12月27日        | 風ぐるま           | 中村努                     | 岸田利彦 | 土田早苗、石田信之、藤原釜足、勝部演之                                                 |
| 第12回 | 1975年 1月10日  | 寒月記             | 須藤出穂                   | 重光亨彦 | 佐竹明夫、南利明                                                                       |
| 第13回 | 1月17日         | 約束               | 立町陽太                   | 岸田利彦 | 真木洋子、三上真一郎                                                                   |
| 第14回 | 1月24日         | 湯女風情           | 山田正弘                   | 北村充史 | 大塚国夫、片桐夕子、原知佐子、常田富士男                                               |
| 第15回 | 1月31日         | 夫婦筋違橋         | 中沢昭二                   | 岸田利彦 | 小山明子、細川俊之、土井かつえ                                                         |
| 第16回 | 2月7日          | 寒椿               | 杉山義法                   | 松尾武   | 藤圭子、柳生博、平井昌一                                                               |
| 第17回 | 2月14日         | 冬の女             | 杉山義法                   | 重光亨彦 | 倍賞美津子、山田吾一、清水彰、及川広夫、平川斉、大村千吉、伊藤正博、西条満、鵜飼るみ子 |
| 第18回 | 2月28日         | 田舎侍             | 須藤出穂                   | 北村充史 | 東野孝彦、頭師孝雄、中西一起                                                           |
| 第19回 | 3月7日          | 絶唱               | 中村努                     | 樋口昌弘 | 佐藤蛾次郎                                                                             |
| 第20回 | 3月14日         | 残された簪         | 中沢昭二                   | 松尾武   | 松山省二、草薙幸二郎、奈良富士子                                                       |
| 第21回 | 3月28日         | 雛の宵・内藤新宿   | 山田正弘                   | 岸田利彦 | 菊容子、市川岩五郎、町田澄彦                                                           |
| 第22回 | 4月4日          | 千両無縁           | 長尾広生                   | 北村充史 | 尾藤イサオ、水沢アキ                                                                   |
| 第23回 | 4月11日         | 業火               | 須藤出穂                   | 樋口昌弘 | 村野武範、望月真理子、村松克己                                                         |
| 第24回 | 4月18日         | 貞女気質           | 杉山義法                   | 松尾武   | 小畠絹子、志摩みずえ、橋爪功                                                           |
| 第25回 | 4月25日         | 珊瑚玉の女         | 土橋成男                   | 岸田利彦 | 中村玉緒、入川保則、蟹江敬三                                                           |
| 第26回 | 5月2日          | 赤猫               | 国弘威雄                   | 重光亨彦 | 茅島成美、遠藤征慈                                                                     |
| 第27回 | 5月9日          | 盛り場             | 杉山義法                   | 北村充史 | もんたよしのり、テレサ野田、綿引洪、高城淳一、三井弘次                                 |
| 第28回 | 5月16日         | 奴女郎             | 田中陽造                   | 原嶋邦明 | 蜷川幸雄、工藤明子、芹明香、石井富子、内藤杏子                                         |
| 第29回 | 5月23日         | かまいたち         | 長尾広生                   | 和田智充 | 火野正平、紀比呂子                                                                     |
| 第30回 | 5月30日         | 両国界隈           | 須藤出穂                   | 福原恒男 | 早崎文司、児島美ゆき、岡崎二郎、八並映子、幸野直樹、小沢憲之                           |
| 第31回 | 6月6日          | お吉 火事場くどき  | 山田正弘                   | 樋口昌弘 | 緑魔子、森次晃嗣、幸田宗丸                                                             |
| 第32回 | 6月20日         | 修羅屋敷           | 杉山義法                   | 松尾武   | 西村晃、北城真記子、今出川西紀、頭師佳孝                                               |
| 第33回 | 6月27日         | 市村座女形地獄     | 山田正弘                   | 北村充史 | 河原崎国太郎、嵐圭史、嵐芳夫、市川祥之助、黒沢のり子                                   |
| 第34回 | 7月4日          | 梅雨の晴れ間       | 津上忠                     | 岸田利彦 | 藤巻潤、伊藤栄子、いまむらいずみ、小川真司、杣英二郎                                   |
| 第35回 | 7月11日         | 花火の夜           | 中沢昭二                   | 松尾武   | 谷幹一、根岸明美、近藤宏、佐藤輝昭                                                     |
| 第36回 | 7月18日         | 三途の川往来記     | 須藤出穂                   | 重光亨彦 | 中原早苗、白石奈緒美、山谷初男、小島三児、南美江                                       |
| 第37回 | 7月25日         | 隣人               | 杉山義法                   | 和田智充 | 嵯峨三智子、佐々木剛、花柳喜章、石垣守一、杉江広太郎                                   |
| 第38回 | 8月1日          | その父その子       | 山田正弘                   | 樋口昌弘 | 滝沢修、植田峻、仙北谷和子                                                             |
| 第39回 | 8月8日          | あぶら照り         | 須藤出穂                   | 平山武之 | 江原真二郎、川崎公明、伊佐山ひろ子、及川広夫                                           |
| 第40回 | 8月22日         | おりん             | 田中陽造                   | 北村充史 | 小川知子、岸部シロー、深江章喜、福田公子                                               |
| 第41回 | 8月29日         | 夏あらし           | 中沢昭二                   | 原嶋邦明 | 内田朝雄、小野川公三郎                                                                 |
| 第42回 | 9月5日          | 裏切り             | 山田正弘                   | 福原恒男 | 今井健二、赤座美代子、松山照夫                                                         |
| 第43回 | 9月12日         | 長崎からの使者     | 須藤出穂                   | 重光亨彦 | 浜村純、大和田伸也                                                                     |
| 第44回 | 9月19日         | 中秋の名月         | 須藤出穂                   | 樋口昌弘 | 岡田英次、峰岸徹、鳥居恵子、東郷晴子                                                   |
| 第45回 | 9月26日         | 伝蔵つむじ風       | 杉山義法                   | 重光亨彦 | 柏木由紀子、山本耕一、梅野泰靖                                                         |
| 第46回 | 10月3日         | ふたたび鶴が飛ぶ日 | 杉山義法                   | 岸田利彦 | 柏木由紀子、山本耕一、大和田伸也、石浜朗                                               |

## 備考
- 「ふりむくな鶴吉メイン・テーマ」は、ちょんまーじゅ(Sony Music Direct (Japan) Inc.　MHCL 949)の８曲目に収録されている。レコード版と実際放送されたオープニングにはイントロの冒頭部分に違いがある。
- この番組終了後、NHK総合の金曜20時枠は「新・坊っちゃん」など近・現代劇が続き1977年4月「鳴門秘帖」の放映開始まで金曜時代劇シリーズは中断した。

## 映像の現存状況
当時のビデオテープは高価だったため他の番組同様に上書き消去されてしまい、映像がほとんど現存していない。そのためNHKでは番組関係者、一般視聴者によって録画された映像の提供を呼びかけている。
NHKには第38回、第45回、最終回の映像のみが現存がしていたが、その後、2017年に音楽を担当した樋口康雄によりUマチックに録画されていた第17回、第27回、第29回、第31回、第35回、第37回、第40回、第41回が提供された。

## 再放送
1975年2月16日から1976年3月7日までの毎週日曜日13時35分に再放送が行われた。

## 関連書籍
『ふりむくな鶴吉・一』、『ふりむくな鶴吉・二』日本放送出版協会（絶版）